# Ewa Rudling
Ewa Rudling, född 5 oktober 1936, död 31 oktober 2024, var en svensk fotograf och författare som var verksam i Paris och Stockholm. Rudling arbetade framför allt som porträttfotograf. 
Bland hennes modeller finns Ettore Scola, Andy Warhol, Nico och Nastassja Kinski. 